# 名濃道路
名濃道路（めいのうどうろ）とは、愛知県名古屋市の名古屋第二環状自動車道（名二環）楠JCTから岐阜県美濃加茂市までを結ぶ計画の地域高規格道路（自動車専用道路）である。
現在、楠JCTから小牧IC間が名古屋高速道路11号小牧線として供用されている。将来的には、岐阜県美濃加茂市まで延長が計画され東海環状自動車道への接続が検討されている。

## 歴史

### 年表
- 2003年10月19日：名古屋高速11号小牧線（楠JCT〜小牧IC）が開通。

## インターチェンジなど
| 出入口番号           | 施設名           | 接続路線名                                             | 起点から （km） | 備考                                    | 所在地 | 所在地     |
| -------------------- | ---------------- | ------------------------------------------------------ | --------------- | --------------------------------------- | ------ | ---------- |
| 1号楠線 都心環状方面 |                  |                                                        |                 |                                         |        |            |
| -                    | 楠JCT            | C2 名古屋第二環状自動車道（名二環）                    | 0.0             |                                         | 愛知県 | 名古屋市   |
| 1111/1101            | 豊山南出入口     | 国道41号（名濃バイパス）                               | 1.2             | 都心環状・名古屋第二環状道方面出入口    | 愛知県 | 名古屋市   |
| 1111/1101            | 豊山南出入口     | 国道41号（名濃バイパス）                               | 1.2             | 都心環状・名古屋第二環状道方面出入口    | 愛知県 | 豊山町     |
| 1102                 | 大山川料金所     | -                                                      | 3               | 名神・小牧南方面                        | 愛知県 |            |
| 1113/1103            | 豊山北出入口     | 国道41号（名濃バイパス）                               | 3.5             | 名神・小牧南方面出入口                  | 愛知県 |            |
| 1114/1104            | 小牧南出入口     | 国道41号（名濃バイパス）                               | 5.4             | (1)楠線・名古屋第二環状道方面出入口     | 愛知県 | 小牧市     |
| 1115/1105            | 堀の内出入口     | 国道41号（名濃バイパス）                               | 6.4             | 名神・小牧北方面出入口                  | 愛知県 | 小牧市     |
| 1106                 | 小牧北出口       | 国道41号（名濃バイパス）                               | 7.5             | (1)楠線・名古屋第二環状道方面からの出口 | 愛知県 | 小牧市     |
| -                    | 小牧IC           | 国道41号（名濃バイパス）、E1 東名高速道路/名神高速道路 |                 |                                         | 愛知県 | 小牧市     |
| -                    | 小牧北料金所     | -                                                      |                 | (1)楠線・名古屋第二環状道方面           | 愛知県 | 小牧市     |
| 1116                 | 小牧北入口       | 国道41号（名濃バイパス）                               | 8.2             | (1)楠線・名古屋第二環状道方面への入口   | 愛知県 | 小牧市     |
|                      | （大口IC）       | 国道41号（名濃バイパス）                               |                 |                                         | 愛知県 | 大口町     |
|                      | （扶桑IC）       | 国道41号（名濃バイパス）                               |                 |                                         | 愛知県 | 扶桑町     |
|                      | （犬山IC）       | 国道41号（名濃バイパス）                               |                 |                                         | 愛知県 | 犬山市     |
|                      | 清水IC           | 国道41号（名濃バイパス）、尾張パークウェイ             |                 |                                         | 愛知県 | 犬山市     |
|                      | （美濃加茂南IC） | 国道41号（名濃バイパス）                               |                 |                                         | 岐阜県 | 美濃加茂市 |
|                      | 美濃加茂JCT      | 国道41号（美濃加茂バイパス）、C3 東海環状自動車道      |                 |                                         | 岐阜県 | 美濃加茂市 |